# Allostichaster palmula
Allostichaster palmula is een zeester uit de familie Stichasteridae.
De wetenschappelijke naam van de soort werd in 2007 gepubliceerd door Benavides-Serrato & O'Loughlin.